# Wild Life (Protection) Act, 1972
Der Wild Life (Protection) Act, 1972 (Hindi वन्यजीव (संरक्षण) अधिनियम, १९७२), ist ein Gesetz des Indischen Parlaments zum Schutz von Pflanzen- und Tierarten.

## Hintergrund und Inhalt
Bis zum Jahr 1972 existierten in Indien lediglich fünf offiziell ausgewiesene Nationalparks. Mit dem Inkrafttreten des Gesetzes Nr. 53 von 1972 am 9. September 1972, unterzeichnet von der damaligen Premierministerin Indira Gandhi, wurden umfassende Regelungen zum Schutz von Wildtieren, Vögeln und Pflanzen eingeführt. Dieses Gesetz beinhaltete nicht nur ein weitgehendes Verbot der Jagd auf bestimmte Tierarten, sondern auch den Schutz bestimmter Pflanzenarten. Die Bestimmungen gelten für das gesamte Territorium Indiens und umfassen relevante Aspekte des Naturschutzes. M. K. Ranjitsinh, ein prominenter Naturschützer, spielte eine entscheidende Rolle bei der Entwicklung des Gesetzes und bekleidete von 1973 bis 1975 das Amt des ersten Direktors der Wildlife Protection Authority im indischen Umweltministerium.
Der Wild Life (Protection) Act, 1972 umfasst sechs Anhänge, die unterschiedliche Schutzstufen vorsehen. Anhang I sowie der zweite Teil von Anhang II garantieren einen absoluten Schutzstatus für bestimmte Arten, wobei Verstöße gegen diese Bestimmungen mit maximalen Strafen geahndet werden. Die Arten, die in den Anhängen III und IV aufgeführt sind, genießen ebenfalls einen gewissen Schutz, jedoch mit reduzierten Strafmaßen. Im Gegensatz dazu werden die in Anhang V genannten Tiere, wie beispielsweise Krähen, Flughunde, Ratten und Mäuse, rechtlich als Schädlinge betrachtet und dürfen ohne Einschränkungen gejagt werden. Anhang VI verbietet zudem den Anbau oder die Pflanzung bestimmter endemischer Pflanzen. Die zuständigen Vollzugsbehörden haben die Befugnis, Verstöße gegen diese Regelungen zu sanktionieren, einschließlich der Verhängung von Geldbußen.

### Änderungsanträge
Im Laufe der Jahre wurden mehrere Änderungen an dem Gesetz vorgenommen, die im Folgenden aufgeführt sind:
| Laufende Nummer | Kurztitel des Änderungsgesetzes             | Gesetzesnummer | Jahr | Quellenverweis |
| --------------- | ------------------------------------------- | -------------- | ---- | -------------- |
| 1               | Wild Life (Protection) Amendment Act, 1982  | 23             | 1982 | [ 12 ]         |
| 2               | Wild Life (Protection) Amendment Act, 1986  | 28             | 1986 | [ 13 ]         |
| 3               | Wild Life (Protection) Amendment Act, 1991  | 44             | 1991 | [ 14 ]         |
| 4               | Wild Life (Protection) Amendment Act, 1993  | 26             | 1993 | [ 15 ]         |
| 5               | Wild Life (Protection) Amendment Act, 2002  | 16             | 2003 | [ 16 ]         |
| 6               | Wild Life (Protection) Amendment Act, 2006  | 39             | 2006 | [ 17 ]         |
| 7               | Wild Life (Protection) Amendment Bill, 2013 |                | 2013 |                |
| 8               | Wild Life (Protection) Amendment Bill, 2021 |                | 2021 |                |
| 9               | Wild Life (Protection) Amendment Act, 2022  | 18             | 2022 | [ 18 ]         |

## Definitionen unter dem Act (Abschnitt 2)
- „Tier“ umfasst Amphibien, Vögel, Säugetiere und Reptilien sowie deren Jungtiere und schließt bei Vögeln und Reptilien auch deren Eier ein.

- „Tierische Gegenstände“ sind Objekte, die aus einem in Gefangenschaft gehaltenen oder wild lebenden Tier, mit Ausnahme von Schädlingen, hergestellt wurden, und schließen Objekte ein, für die ein solches Tier ganz oder teilweise verwendet wurde, sowie daraus hergestellte Gegenstände.

- „Jagd“ umfasst
  - (a) das Töten, Vergiften, Einfangen oder Fallenstellen von Wildtieren sowie aller Versuche, diese Aktivitäten auszuführen.
  - (b) das Treiben eines Wildtieres zu einem bestimmten Zwecke.
  - (c) die Schädigung, Zerstörung oder Entnahme von Körperteilen bestimmter Tierarten sowie, im Fall von Wildvögeln oder Reptilien, die Beeinträchtigung oder Zerstörung von Gelegen oder Nester dieser Tiere.

- „Taxidermie“ bedeutet das Ausstopfen, Präparieren oder Konservieren von Trophäen.

- „Trophäe“: das ganze oder ein Teil eines in Gefangenschaft gehaltenen oder wild lebenden Tieres (mit Ausnahme von Schädlingen), das durch verschiedene Methoden der Konservierung, entweder künstlich oder natürlich, erhalten wurde.
  - (a) Vorleger, Häute sowie Präparate von Tieren, die ganz oder teilweise durch Taxidermie konserviert wurden.
  - (b) Geweih, Horn, Rhinozeroshorn, Federn, Nägel, Zähne, Moschus, Eier, Nester und Schalen.

- „Unpräparierte Trophäe“ ist ein ganzes Tier oder ein Teil eines in Gefangenschaft gehaltenen Tieres (außer Schädlingen), das noch nicht präpariert wurde. Dazu gehören frisch erlegte Wildtiere, Ambra, Moschus und andere tierische Erzeugnisse.

- „Schädling“: jedes in Anhang V aufgeführte Wildtier.

- „Wildtiere“ umfasst alle Tiere, Bienen, Schmetterlinge, Krebstiere, Fische und Nachtfalter sowie die Wasser- und Landvegetation, die Teil eines Lebensraums ist.

Viele nicht gefährdete Arten, darunter die Schmetterlingsart Papilio buddha, sind ebenfalls im Wild Life (Protection) Act geschützt.

## Jagd (Abschnitt 9)
In diesem Abschnitt wird die Definition sowie die Motivation hinter der Jagd erörtert. In Indien ist die Bejagung von Wildtieren durch gesetzliche Bestimmungen untersagt.

## Eigentum (Abschnitte 40 und 42)
Im Zusammenhang mit Eigentumsfragen und Handelslizenzen erfolgt keine Übertragung des Eigentums auf Dritte, selbst im Hinblick auf die Ausstellung von Handelslizenzen. Die Eigentumsbestätigung wird von der höchsten Instanz der Wildhüter ausgestellt.

## Sanktionen (Abschnitt 51)
In Abschnitt 51 sind die Sanktionen aufgeführt. Die Durchsetzung dieser Maßnahmen obliegt verschiedenen institutionellen Akteuren, darunter die Forstbehörde, das Wildlife Crime Control Bureau (WCCB), der Zoll sowie das Central Bureau of Investigation (CBI). Anklagen können direkt durch die Forstbehörde erhoben werden. Häufig übernehmen andere Vollzugsbehörden die Fälle und übergeben sie an die Forstbehörde, da es ihnen an spezifischem Fachwissen mangelt.

### Novelle 2002
Das im Januar 2003 in Kraft getretene Änderungsgesetz von 2002 führte zu einer Verschärfung der Strafmaßnahmen und Sanktionen für Gesetzesverstöße.

### Straftatbestand
Für Delikte im Zusammenhang mit Wildtieren oder deren Bestandteilen und Erzeugnissen, die in Anhang I oder Teil II des Anhangs II aufgeführt sind, sowie für Verstöße gegen jagdrechtliche Bestimmungen oder die Änderung der Grenzen von Schutzgebieten und Nationalparks, wurde das Strafmaß verschärft. Das vorgeschriebene Mindeststrafmaß besteht aus einer Freiheitsstrafe von drei Jahren, die auf bis zu sieben Jahre erhöht werden kann, sowie einer Mindestgeldstrafe von 10.000 Rupien. Bei wiederholten ähnlichen Vergehen beträgt die Mindestfreiheitsstrafe ebenfalls drei Jahre, kann jedoch bis zu sieben Jahren reichen, begleitet von einer Mindestgeldstrafe von 25.000 Rupien.
Zudem wurde der neue Paragraph 51a in das Gesetz integriert, der die Kautionsgewährung an spezifische Bedingungen knüpft. Demnach darf eine Person, die des Verbrechens in Verbindung mit den in Liste I oder Teil II der Liste II aufgeführten Delikten oder in Bezug auf Jagdvergehen innerhalb eines Nationalparks oder Wildschutzgebiets oder bezüglich der Grenzüberschreitung solcher Gebiete beschuldigt wird, nur dann gegen Kaution freigelassen werden, wenn sie zuvor nicht wegen eines Verbrechens gemäß diesem Gesetz verurteilt wurde. Dies erfolgt unabhängig von den Regelungen der Strafprozessordnung von 1973 und setzt voraus,  dass (a) der Staatsanwaltschaft die Möglichkeit gegeben wurde, einen Einspruch gegen die Kautionsfreigabe einzulegen; und (b) im Falle eines Einspruchs durch die Staatsanwaltschaft muss das Gericht überzeugt sein, dass ausreichende Beweise vorliegen, die die Unschuld der betroffenen Person an den vorgeworfenen Straftaten belegen, und „dass eine Wiederholung von Straftaten während der Kautionsfreilassung unwahrscheinlich ist“.
Zur Verbesserung der Informationsbeschaffung im Bereich der Wildtierkriminalität wurde die Belohnungsregelung für Informanten von 20 % auf 50 % der verhängten Geldstrafe oder des Vergleichsbetrags angehoben. Zudem wird eine Prämie von bis zu 10.000 Rupien für Informanten sowie andere Beteiligte vorgeschlagen, die zur Aufklärung von Delikten und der Ergreifung des Täters beitragen.
Gegenwärtig können Inhaber von Bescheinigungen über den Besitz von Tieren der Liste I sowie Teil II der Liste II diese Tiere verkaufen oder übertragen. Diese Regelung wurde modifiziert, um den illegalen Handel zu reduzieren. Der Erwerb von Tieren, Gegenständen oder Trophäen aus Liste I oder Teil II der Liste II ist nunmehr untersagt, außer im Rahmen einer Erbschaft, wobei lebende Elefanten von dieser Regelung ausgeschlossen sind.
Es wurden auch umfassende gesetzliche Regelungen vorgeschlagen, die den Entzug von Vermögenswerten bei Personen vorsehen, die in der Vergangenheit für schwerwiegende Delikte im Zusammenhang mit Wildtieren verurteilt wurden. Diese Regelungen weisen Parallelen zu den Vorschriften des Narcotic Drugs and Psychotropic Substances Act von 1985 auf. Zudem wurden Maßnahmen eingeführt, die den zuständigen Behörden die Befugnis verleihen, Übergriffe in Schutzgebieten zu unterbinden.

## Straftaten, die sich nicht auf die Jagd auf gefährdete Arten beziehen
Strafbare Handlungen im Zusammenhang mit dem Handel von Trophäen und tierischen Erzeugnissen, die von speziellen Tierarten stammen, sind mit einer Freiheitsstrafe von bis zu drei Jahren und/oder einer Geldstrafe von maximal 25.000 Rupien belegt. Ausnahmen sind im Kapitel V A und Abschnitt 38J geregelt.[12]

## Kritik
Der Lepidopterologe Peter Smetacek, Mitglied des Kerala State Board for Wildlife, äußerte kritische Ansichten zu diesem Gesetz und dessen umfassenden Einschränkungen im Bereich der Jagd. Er bezeichnete diese Regelungen als repressiv gegenüber der Landbevölkerung und Wissenschaftlern. Zudem wurde die Effizienz des Gesetzes im Hinblick auf die angestrebten Naturschutzziele als unzureichend erachtet. Insbesondere wurde festgestellt, dass die Regulationen möglicherweise kontraproduktive Anreize schaffen und Bauern dazu veranlassen könnten, Wälder absichtlich in Brand zu setzen, um das Wachstum von störenden Wildtierpopulationen, wie beispielsweise von Wildschweinen, zu kontrollieren. Smetacek charakterisierte das Gesetz im Kontext einer politischen Bewegung, die sich gegen den historischen indischen Adel richtete, welcher traditionell die Jagd praktizierte. Dies geschah vor dem Hintergrund der idealisierenden Perspektive der damaligen indischen Premierministerin Indira Gandhi auf die Natur und des umfangreichen Lizenz- und Regulierungssystems, das in den 1970er Jahren unter dem Begriff Licence Raj bekannt wurde.